# Acido tetradeciltioacetico
L'acido tetradeciltioacetico (o, in ambiente medico scientifico, TTA) è una acido grasso di sintesi utilizzato come integratore alimentare in composti dimagranti come regolatore dell'omeostasi lipidica.
Il TTA agisce come agonista dei recettori alfa della proliferazione perossisomiale (PPARα) incrementando l'ossidazione degli acidi grassi nei mitocondri.

## Meccanismo di azione
Il suo meccanismo di azione è simile a quello del bitartarato di colina e dell'inositolo, tuttavia in studi sul ratto ha mostrato un probabile contributo nel ritardo della formazione delle placche aterosclerotiche e un fattore di protezione cardiovascolare dovuto alle proprietà antinfiammatorie e ipotensive correlate. In realtà a tutt'oggi non sono noti studi sull'uomo che confermino queste proprietà; pertanto è in uso come integratore in particolare presso i body builder quale coadiuvante nella riduzione degli accumuli adiposi stante appunto la sua incapacità, a causa della presenza dello zolfo, di essere utilizzato come fonte di energia dal corpo e pertanto privo di calorie.